# Томислав Микулич
Томислав Микулич (хорв. Tomislav Mikulić, нар. 4 січня 1982, Вуковар) — хорватський футболіст, що грав на позиції захисника.
Виступав, зокрема, за клуби «Динамо» (Загреб) та «Стандард» (Льєж), з якими вигравав чемпіонати своїх країн, а також молодіжну збірну Хорватії.

## Клубна кар'єра
Народився 4 січня 1982 року в місті Вуковар. Вихованець футбольної школи клубу «Осієк». Спочатку грав в молодіжному складі, але в 2001 році був переведений в основний склад. У чемпіонаті Хорватії дебютував у 9-му турі сезону 2001/02, коли 30 вересня зіграв у стартовому складі «Осієка» у виїзному матчі проти «Марсонії» (Славонський Брод). Він відіграв усі 90 хвилин, але «Осієк» програв з рахунком 0:2. Повернувся в команду лише через 2 тури, а гравцем основи став з весняної частини, коли тренером став Мирослав Блажевич. Свій перший гол у чемпіонаті Микулич забив у 27-му турі 13 квітня у виїзному матчі з «Хрватським Драговоляцом» (2:2). Всього відіграв за команду з Осієка чотири сезони своєї ігрової кар'єри.
Взимку 2005 року за 250 тисяч євро Микулич перебрався в бельгійський «Генк», з яким підписав контракт на 3,5 роки. Він дебютував у Лізі-Жупіле 15 січня в матчі проти «Брюсселя» (3:1). 5 лютого він забив свій перший гол у Бельгії, принісши перемогу у матчі проти «Лув'єрроза» (1:0). У сезоні 2005/06 він грав у стартовому складі протягом усього сезону, провівши 25 матчів і забивши 2 голи в складі клуба.
18 грудня 2007 року він підписав 3,5-річну угоду з «Динамо» (Загреб) і того ж сезону виграв з командою чемпіонат і Кубок Хорватії, але основним гравцем не був, тому вже влітку повернувся до Бельгії у «Стандард» (Льєж). З командою виграв чемпіонат та два Суперкубки Бельгії. Згодом також грав у Бельгії за «Беєрсхот» та «Ауд-Геверле».
Згодом з 2013 року грав без серйозних успіхів за грецький «Пантракікос» та польську «Краковію», після чого остаточно повернувся на батьківщину, приєднавшись до клубу «Славен Белупо».
Завершив ігрову кар'єру у команді «Гориця» (Велика Гориця), за яку виступав протягом першої половини 2016 року.

## Виступи за збірні
1998 року дебютував у складі юнацької збірної Хорватії (U-15), загалом на юнацькому рівні взяв участь у 14 іграх, відзначившись 3 забитими голами.
Протягом 2002—2004 років залучався до складу молодіжної збірної Хорватії, з якою брав участь у молодіжному чемпіонаті Європи 2004 року в Німеччині, де Хорватія посіла останнє місце в групі, набравши лише одне очко. Всього на молодіжному рівні зіграв у 14 офіційних матчах.

## Титули і досягнення
- Чемпіон Хорватії (1):

«Динамо» (Загреб): 2007/08
- Володар Кубка Хорватії (1):

«Динамо» (Загреб): 2007/08
- Чемпіон Бельгії (1):

«Стандард» (Льєж): 2008/09
- Володар Суперкубка Бельгії (2):

«Стандард» (Льєж): 2008, 2009